# Махов
Махов (чеш. Machov) је насељено мјесто са административним статусом варошице (чеш. městys) у округу Наход, у Краловехрадечком крају, Чешка Република.

## Становништво
Према подацима о броју становника из 2014. године насеље је имало 1.092 становника.